# Naul
Naul（本名：유나얼，1978年9月23日—）是大韓民國的歌手。Gyewon造型藝術大學媒體繪畫、檀國大學西洋學學士、檀國大學設計學院造型藝術學碩士。1999年ANTHEM 1輯《變心》出道，從2001年開始以組合Brown Eyed Soul活動。2010年拿撒勒大學聘之為音樂學部教授。與演員韓惠軫從2004年開始交往至2012年12月分手，並是電影導演유대얼的雙胞胎哥哥。

## 學歷
- 檀國大學 設計學院 造型藝術學 碩士
- 檀國大學 西洋學 學士
- Gyewon造型藝術大學 媒體繪畫

## 經歷
- 2010年 拿撒勒大學 音樂學部 教授
- 2003年 組合 「Brown Eyed Soul」 成員
- 2001年 組合 「Brown Eyes」 成員
- 1998年 組合 「ANTHEM」 成員

## 音樂活動

### 正規專輯
- 1999年 ANTHEM 1輯 《變心》
- 2001年 Brown Eyes 1輯 《Brown Eyes》
- 2002年 Brown Eyes 2輯 《Reason 4 Breathing?》
- 2003年 Brown Eyed Soul 1輯 《Soul Free|Soul Free : #01》
- 2007年 Brown Eyed Soul 2輯 《The Wind, The Sea, The Rain》
- 2008年 Brown Eyes 3輯 《Two Things Needed For The Same Purpose And 5 Objects》
- 2010年 Brown Eyed Soul 3輯 《Brown Eyed Soul》
- 2012年 Naul 1輯 《Principle Of My Soul》

### 非正規專輯
- 2002年 Voice of Korea/Japan 《Let's Get Together Now》
- 2004年 Brown Eyed Soul 《Sad Cafe》
- 2005年 Solo改版專輯 《Back To The Soul Flight》
- 2007年 Brown Eyes Best 《The Very Best of Brown Eyes `Take A Favorite`》
- 2010年 Brown Eyed Soul 《Double Single》〈單獨專輯〉

### 參與音樂
- 2000年 DJ DOC 《Season's Greeting》 〈我在等待〉
- 2000年 火曜飛 1輯 《My All》 〈Promise〉
- 2004年 Dynamic Duo 1輯 《Taxi Driver》 〈兩個男人〉, 〈my bell〉
- 2007年 Dynamic Duo 3輯 《Enlightened》 〈考勤〉
- 2010年 Eco Bridge Single 2輯 《Fall-Ache》〈第一天〉
- 2011年 DonSpike Single 1輯 《錢spike Presents Vol.1》〈Hello〉
- 2011年 Tablo 正規1輯 《Fever's End (红疹)》 〈Airbag〉

## 非音樂活動
- 2001年 展示會《黃和綠的相遇》
- 2002年 世界杯 開幕式與閉幕式 Brown Eyes & 朴正炫 & Sowelu & CHEMISTRY 《Let's Get Together Now》合唱
- 2005年 書籍〈CmKm〉(ISBN 8952743091)
- 2006年 Naul Throwing 個人展
- 2007年 線上購物網站 《스위딩》

## 獎項
- 1999年 SBS 新世代歌謠節 大賞
- 2001年 第16屆 金唱片獎 最佳音樂錄影帶獎

### 音樂節目獎項
| 年份   | 日期     | 電視台   | 節目名稱       | 獲獎歌曲       | 排名 | 備註            |
| ------ | -------- | -------- | -------------- | -------------- | ---- | --------------- |
| 2001年 | 7月26日  | KBS      | 音樂銀行       | 已經一年       | 1位  | Brown eyes      |
| 2003年 | 1月4日   | MBC      | Music Camp     | 漸漸           | 1位  | Brown eyes      |
| 2003年 | 1月11日  | MBC      | Music Camp     | 漸漸           | 1位  | Brown eyes      |
| 2003年 | 1月18日  | MBC      | Music Camp     | 漸漸           | 1位  | Brown eyes      |
| 2003年 | 11月15日 | MBC      | Music Camp     | 真的愛過嗎     | 1位  | Brown eyed soul |
| 2007年 | 11月23日 | KBS      | 音樂銀行       | My Story       | 1位  | Brown eyed soul |
| 2008年 | 7月25日  | KBS      | 音樂銀行       | 不要走 不要走  | 1位  | Brown eyes      |
| 2012年 | 10月10日 | Mnet／KM | Music Triangle | 風的記憶       | 1位  | Naul(Solo)      |
| 2015年 | 2月15日  | SBS      | 人氣歌謠       | 相同時間裡的你 | 1位  | Naul(Solo)      |
| 2015年 | 2月20日  | KBS      | 音樂銀行       | 相同時間裡的你 | 1位  | Naul(Solo)      |
| 2017年 | 12月15日 | KBS      | 音樂銀行       | 記憶的空缺     | 1位  | Naul(Solo)      |

## 其他
- 基督教派：大韓耶穌教長老會顧問

## 外部連結
- Santa music[永久]
- Naul Cyworld（页面存档备份，存于）
- Naul 推特（页面存档备份，存于）
- Naul Blog
- Navercast- 韓國的插畫家 유Na-Ul []